# 北屯機廠
北屯機廠（英文：Beitun Depot），位於臺中市北屯區北屯總站旁，為臺中捷運烏日文心北屯線的機廠，占地約19.5公頃。

## 機廠概要
營運中，為台中捷運綠線之五級維修機廠。設有變電廠、主維修廠、駐車廠等。

## 歷史
2017年6月30日，首列臺中捷運綠線電聯車運抵北屯機廠。
2021年8月21日，屋頂太陽能板開工，預計於2022年中完工，完工後每年預計發電715萬度。

## 圖片

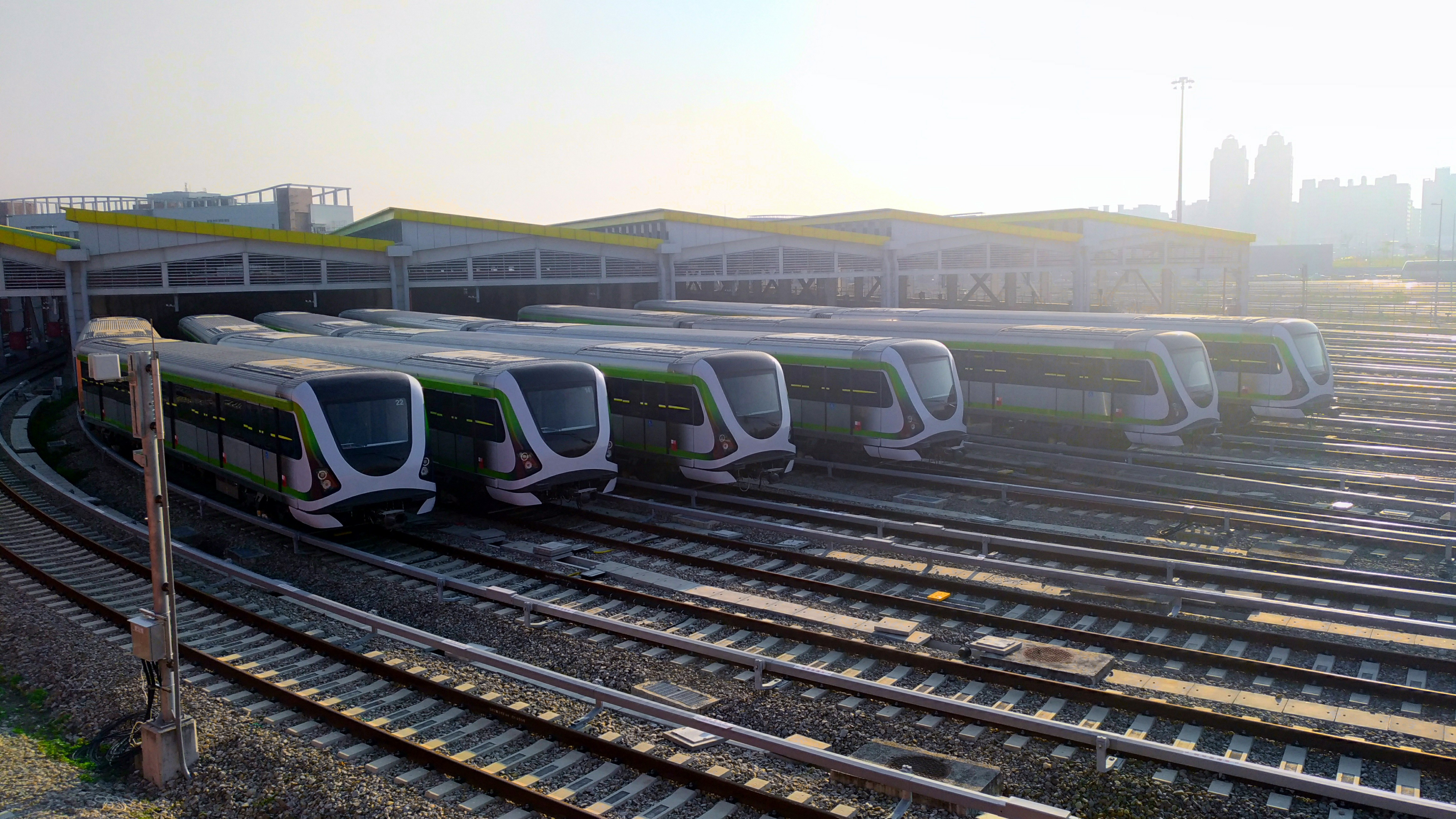
北屯機廠車棚與綠線捷運車廂
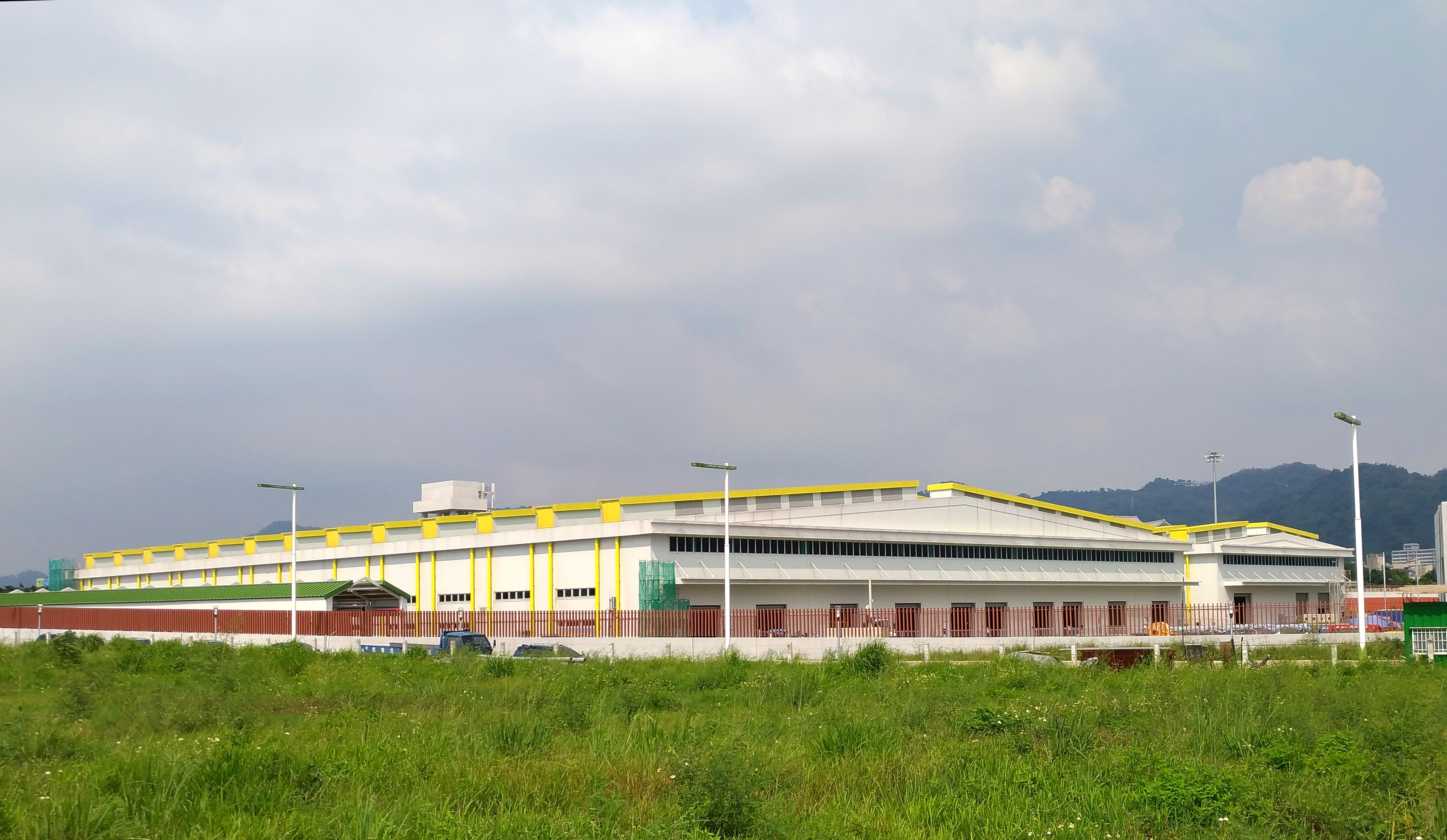
北屯機廠北側的主維修廠
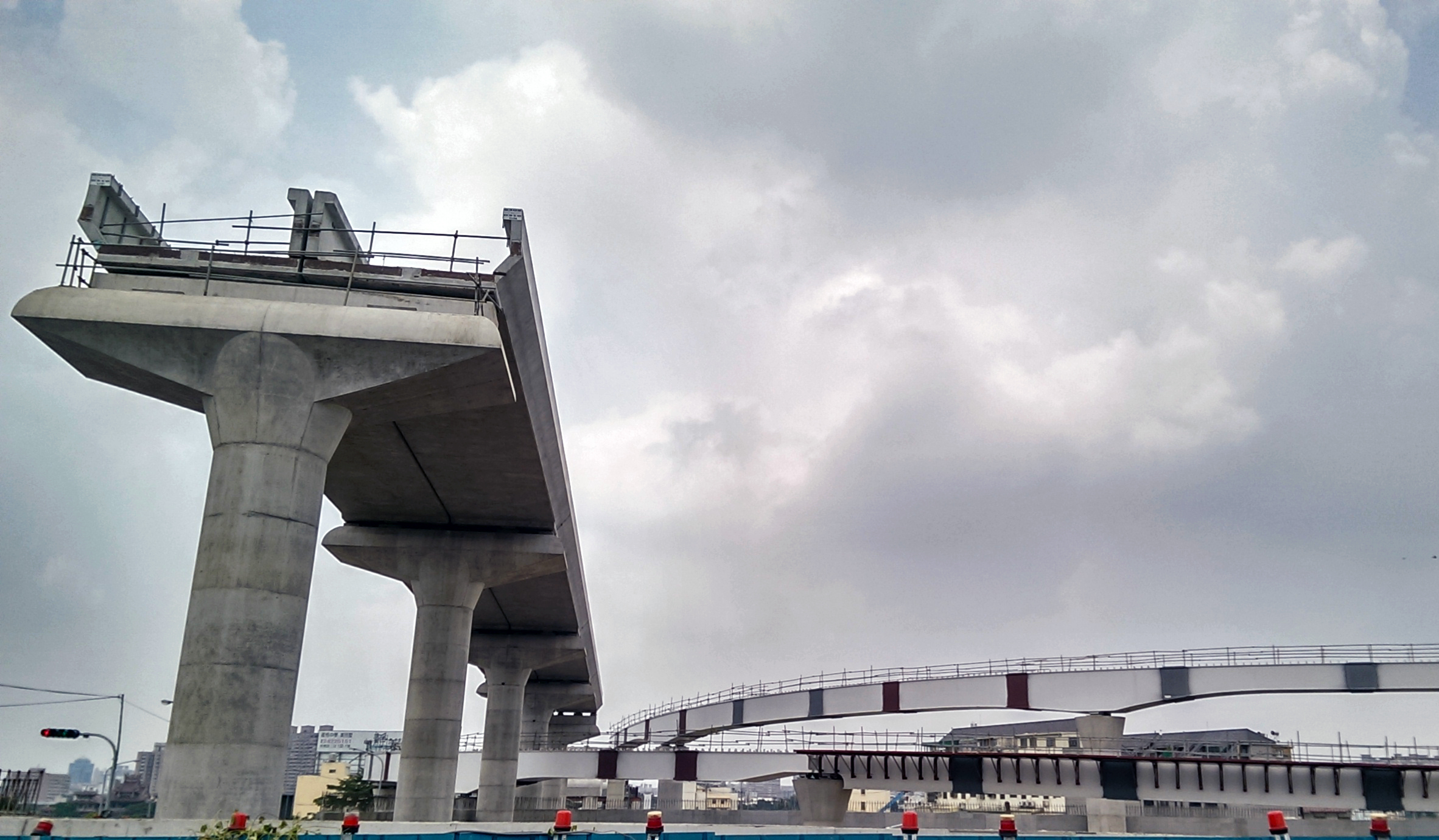
北屯機廠2014年8月工程情況

## 相關
- 南機廠